# Álvaro Cassuto
Álvaro Leon Cassuto (* 17. November 1938 in Porto, Portugal) ist ein bedeutender portugiesischer Dirigent und Komponist. Er ist der bedeutendste Dirigent Portugals im Zwanzigsten Jahrhundert sowie der international bekannteste Dirigent seines Landes.

## Leben
Álvaro Cassuto entstammt uralter jüdisch-sephardischer Aristokratie, die einst in der Renaissance aus Portugal floh und sich in Hamburg niederließ. Von dort mussten seine Großeltern,  sein Vater Alfonso Cassuto und seine Mutter in den 1930er Jahren vor der deutschen Judenverfolgung fliehen, so dass Álvaro im Gegensatz zu seinem Vater kein Deutscher, sondern Portugiese ist.
Schon als Jugendlicher und junger Erwachsener war er zunächst dem Komponieren zugeneigt und zusammen mit Emmanuel Nunes einer der bedeutendsten Vertreter der Zwölftonmusik in Portugal, der aber auf diesem Gebiet nicht an die Bedeutung und die Bekanntheit von Nunes heranreichte.
Er studierte Orchesterleitung bei Pedro de Freitas Branco in Lissabon, dem Bruder von Luís de Freitas Branco, in Hilversum sowie bei Herbert von Karajan in Berlin. Er erlangte ein "Kapellmeister-Diplom" in Wien und machte auch sein juristisches Staatsexamen. Auch war erin Schüler unter der Ägide von Professor Fernando Lopes-Graça, einem bedeutenden portugiesischen Komponisten.
Danach folgte eine für einen Portugiesen beispiellose Karriere als Dirigent und Orchesterleiter rund um die Welt. Alleine 20 Jahre war er als Dirigent und Orchesterleiter in den USA tätig, einen seinen bekanntesten, von der New York Times groß unterstützten Auftritte als Dirigent hatte er in der legendären Carnegie Hall. Er war als Dirigent und Orchesterleiter unter anderem in Philadelphia, Oklahoma City, San Antonio, Boston, Baltimore, Los Angeles und San Francisco tätig.

## Musikalische Karriere
Gut 50 Tonträger hat er als Dirigent eingespielt, auch bei der bekannten Musikfirma Naxos war er unter Vertrag. Zu den von ihm eingespielten bekanntesten portugiesischen Komponisten gehörten João Domingos Bomtempo, Joly Braga Santos, Luís de Freitas-Branco, Fernando Lopes Graça, Marcos Portugal. Zu den nichtportugiesischen Komponisten gehörten vor allem Mozart, Beethoven, Alberto Ginastera, Joseph Haydn, Felix Mendelssohn Bartholdy.
Das moderne Orchesterwesen in Portugal wurde von ihm begründet. So hatte er die "Nova Symphonia Portuguesa", das "Orquestra do Algarve" in Porto oder die Portuguese Symphonic Orchestra begründet und damit entscheidende Spuren zur Vertiefung der Klassischen Musik in Portugal hinterlassen. Auch war er von 1980 bis 1981 künstlerischer Leiter der berühmten Oper São Carlos in Lissabon, eines der bekanntesten Opernhäuser der Welt.
Als Gastdirigent leitete er auch weltberühmte Orchester, so das London Symphony Orchestra, das Royal Philharmonic Orchestra in London oder das BBC Symphony Orchestra.
Orchester, die er über viele Jahre dauerhaft leitete, waren 1974 bis 1979 das Orchester der University of California, 1979 bis 1985 das Rhode Island Philharmonic Orchestra, 1981 bis 1986 das National Orchestra of New York City, Nova Filarmónica Portuguesa von 1988 bis 1993, des Portuguese Symphonic Orchestra 1993 bis 1999 sowie des Orquestra do Algarve von 2002 bis 2005.
In Deutschland wurde er durch seine Verbindungen zu den Hamburger Sepharden bekannt sowie als Leiter der Radio-Orchester von Berlin und Leipzig. Auch war in Jerusalem, Brüssel, Mailand, St. Petersburg und Moskau als Dirigent tätig.

## Auszeichnungen (Auswahl)
- Koussetzky-Preis, 1969 in Tanglewood.
- Prix International du Disque, 2004 in Cannes.
- Groß-Offizier des Ordens von Santiago de Espada, 2009 durch seine Exzellenz den Präsidenten der Portugiesischen Republik verliehen.